# Sclaters kroonduif
Sclaters kroonduif (Goura  sclaterii) is een blauwgrijze duif uit het geslacht Goura. De soort werd als aparte soort in 1876 door Tommaso Salvadori beschreven, maar werd lange tijd beschouwd als ondersoort van de Scheepmakers kroonduif (Goura scheepmakeri).

## Kenmerken
De vogel is grotendeels blauwgrijs en heeft net als de andere kroonduiven een grote kuif die lijkt op kant. De buik is kastanjebruin tot purperrood van kleur. Hij lijkt sterk op de Scheepmakers kroonduif. Het enige verschil is dat de Sclaters kroonduif ook rood op de vleugels heeft.

## Leefwijze
Zijn dieet bestaat vooral uit vruchten en zaden. Ook ongewervelden staan weleens op het menu. De Sclaters kroonduif brengt een groot deel van zijn tijd op de grond door. Toch trekt hij zich bij gevaar in de bomen terug. Slapen en nestelen doet hij ook op de grond.

## Voorkomen en leefgebied
Deze vogel is te vinden in zuidwestelijk Papoea-Nieuw-Guinea. Hij leeft in het regenwoud en laaglandbos, vaak in riviervlakten of in heuvelland. Hij verkiest droge of ondergelopen bossen tot 500 m hoogte. Hij komt nog redelijk veel voor in gebieden waar weinig mensen komen.

### Status
In de buurt van steden en andere bevolkingscentra is hij zo goed als uitgeroeid. Deze soort staat daarom als gevoelig (voor uitsterven) op de Rode Lijst van de IUCN.